# Алі Ґілієр
Алі Ґілієр (англ. Ali Galyer, 19 червня 1998) — новозеландська плавчиня.
Учасниця Олімпійських Ігор 2020 року, де в попередніх запливах на дистанціях 100 і 200 метрів на спині посіла 33-тє та 24-те місця й не потрапила до півфіналів.